# Softball-Europameisterschaft 2011
Die Softball-Europameisterschaft 2011 ist ein internationaler Softball-Wettbewerb, der vom europäischen Softballverband ESF ausgetragen wird. Die EM 2011 wird die 17. Softball-Europameisterschaft der Geschichte sein. Die Endrunde findet vom 31. Juli bis 6. August 2011 in der italienischen Provinz Gorizia statt. Titelverteidiger ist das Team der Niederlande. Die drei Erstplatzierten qualifizieren sich für die Weltmeisterschaft in Whitehorse, Kanada, die vom 13. bis 22. Juli 2012 stattfindet.

## Spielorte
Erstmals seit 1995 fand wieder nur ein Turnier statt, von 1997 bis 2009 gab es A- und B-Pool-Turniere mit Auf- und Absteigern.
Für die EM wurden die italienischen Städte Ronchi dei Legionari, Staranzano und Redipuglia als Austragungsstätten ausgewählt. Das Hauptfeld der EM ist der Ballpark in Ronchi, 30 km nördlich der Großstadt Triest. Insgesamt werden die Spiele auf vier Feldern stattfinden. Bei dann 17 Auflagen des Turniers war es bereits das sechste Mal, dass Italien Gastgeber der Europameisterschaft war. Dies war zuletzt 2003 der Fall, als die EM in Saronno stattfand.

## Logo
Als offizielles Logo der Softball-Europameisterschaft 2011 wurde ein Entwurf der italienischen Grafikdesignerin Silvia Sattolo aus insgesamt neun Vorschlägen ausgewählt.

## Gruppeneinteilung
Die 20 Teilnehmer der Europameisterschaft teilen sich in vier Gruppen auf. Die Auslosung der Gruppen wurde am 5. Februar 2011 im Rahmen des Kongresses der European Softball Federation in Antwerpen durchgeführt. Die ursprünglich gemeldeten Mannschaften von Griechenland, der Türkei und Slowenien zogen zurück. Die Gruppen bestehen dadurch aus jeweils fünf Teams. Die Nationalmannschaften Österreichs und der Schweiz spielen in der Gruppe C, das deutsche Team in der Gruppe D.

## Vorrunde

### Gruppe A
| Pl. |                | Sp | S | N | Pzt.  |
| 1.  | Italien        | 4  | 4 | 0 | 1.000 |
| 2.  | Großbritannien | 4  | 3 | 1 | .750  |
| 3.  | Schweden       | 4  | 2 | 2 | .500  |
| 4.  | Ungarn         | 4  | 1 | 3 | .250  |
| 5.  | Kroatien       | 4  | 0 | 4 | .000  |

### Gruppe B
| Pl. |             | Sp | S | N | Pzt.  |
| 1.  | Niederlande | 4  | 4 | 0 | 1.000 |
| 2.  | Spanien     | 4  | 3 | 1 | .750  |
| 3.  | Belgien     | 4  | 2 | 2 | .500  |
| 4.  | Ukraine     | 4  | 1 | 3 | .250  |
| 5.  | Dänemark    | 4  | 0 | 4 | .000  |

### Gruppe C
| Pl. |            | Sp | S | N | Pzt.  |
| 1.  | Russland   | 4  | 4 | 0 | 1.000 |
| 2.  | Österreich | 4  | 3 | 1 | .750  |
| 3.  | Slowakei   | 4  | 2 | 2 | .500  |
| 4.  | Bulgarien  | 4  | 1 | 3 | .250  |
| 5.  | Schweiz    | 4  | 0 | 4 | .000  |

### Gruppe D
| Pl. |             | Sp | S | N | Pzt.  |
| 1.  | Tschechien  | 4  | 4 | 0 | 1.000 |
| 2.  | Frankreich  | 4  | 3 | 1 | .750  |
| 3.  | Deutschland | 4  | 2 | 2 | .500  |
| 4.  | Israel      | 4  | 1 | 3 | .250  |
| 5.  | Polen       | 4  | 0 | 4 | .000  |

## Zwischenrunde
In den Gruppen E und F spielen die Ersten und Zweiten der  Vorrundengruppen um die Plätze in der Finalrunde. Die Gruppenersten bestreiten direkt das obere Halbfinale der Page-Playoffs, die Zweiten und Dritten spielen über Kreuz um den Einzug ins untere Halbfinale und die Vierten spielen um Platz 7.

### Gruppe E
| Pl. |            | Sp | S | N | Pzt.  |
| 1.  | Italien    | 3  | 3 | 0 | 1.000 |
| 2.  | Tschechien | 3  | 2 | 1 | .667  |
| 3.  | Spanien    | 3  | 1 | 2 | .333  |
| 4.  | Österreich | 3  | 0 | 3 | .000  |

### Gruppe F
| Pl. |                | Sp | S | N | Pzt.  |
| 1.  | Niederlande    | 3  | 3 | 0 | 1.000 |
| 2.  | Großbritannien | 3  | 2 | 1 | .667  |
| 3.  | Russland       | 3  | 1 | 2 | .333  |
| 4.  | Frankreich     | 3  | 0 | 3 | .000  |

## Platzierungsrunde

### Gruppe G
In der Gruppe G spielen die Dritten der Vorrundengruppen um die Plätze 9 bis 12.
| Pl. |             | Sp | S | N | Pzt.  |
| 1.  | Deutschland | 3  | 3 | 0 | 0.000 |
| 2.  | Belgien     | 3  | 2 | 1 | 0.000 |
| 3.  | Schweden    | 3  | 1 | 2 | 0.000 |
| 4.  | Slowakei    | 3  | 0 | 3 | 0.000 |

### Gruppe H
In der Gruppe H spielen die Vierten der Vorrundengruppen um die Plätze 13 bis 16.
| Pl. |           | Sp | S | N | Pzt. |
| 1.  | Bulgarien | 3  | 2 | 1 | .667 |
| 2.  | Ungarn    | 3  | 2 | 1 | .667 |
| 3.  | Ukraine   | 3  | 1 | 2 | .333 |
| 4.  | Israel    | 3  | 1 | 2 | .333 |

### Gruppe I
In der Gruppe I spielen die Fünften der Vorrundengruppen um die Plätze 17 bis 20.
| Pl. |          | Sp | S | N | Pzt. |
| 1.  | Polen    | 3  | 2 | 1 | .667 |
| 2.  | Dänemark | 3  | 2 | 1 | .667 |
| 3.  | Kroatien | 3  | 2 | 1 | .667 |
| 4.  | Schweiz  | 3  | 0 | 3 | .000 |

## Finalrunde
Überkreuzvergleich der Zweiten und Dritten der Zwischenrundengruppen um den Einzug ins untere Halbfinale der Page-Playoffs:
| Spiel Nr. | Datum     | Zeit  | Begegnung      | Begegnung | Begegnung | Ergebnis |
| --------- | --------- | ----- | -------------- | --------- | --------- | -------- |
| 64        | 5. August | 12:30 | Großbritannien | -         | Spanien   | 6:0      |
| 66        | 5. August | 12:30 | Tschechien     | -         | Russland  | 7:6      |

Unteres und oberes Halbfinale der Page-Playoffs:
| Spiel Nr. | Datum     | Zeit  | Begegnung      | Begegnung | Begegnung   | Ergebnis |
| --------- | --------- | ----- | -------------- | --------- | ----------- | -------- |
| 70        | 5. August | 18:30 | Großbritannien | -         | Tschechien  | 2:0      |
| 71        | 5. August | 21:00 | Italien        | -         | Niederlande | 1:5 (8)  |

Spiel um Platz 7:
| Spiel Nr. | Datum     | Zeit  | Begegnung  | Begegnung | Begegnung  | Ergebnis |
| --------- | --------- | ----- | ---------- | --------- | ---------- | -------- |
| 72        | 6. August | 10:00 | Österreich | -         | Frankreich | 4:9      |

Vorfinale zwischen dem Verlierer von Spiel 71 und dem Sieger von Spiel 70:
| Spiel Nr. | Datum     | Zeit  | Begegnung | Begegnung | Begegnung      | Ergebnis |
| --------- | --------- | ----- | --------- | --------- | -------------- | -------- |
| 76        | 6. August | 13:00 | Italien   | -         | Großbritannien | 1:0      |

Spiel um Platz 5:
| Spiel Nr. | Datum     | Zeit  | Begegnung | Begegnung | Begegnung | Ergebnis |
| --------- | --------- | ----- | --------- | --------- | --------- | -------- |
| 77        | 6. August | 16:30 | Spanien   | -         | Russland  | 3:6      |

Finale:
| Spiel Nr. | Datum     | Zeit  | Begegnung   | Begegnung | Begegnung | Ergebnis |
| --------- | --------- | ----- | ----------- | --------- | --------- | -------- |
| 78        | 6. August | 20:00 | Niederlande | -         | Italien   | 10:2 (6) |

|  | Halbfinale | Halbfinale  | Halbfinale     |    |                | Vorfinale | Vorfinale | Vorfinale |         |    | Finale      | Finale | Finale |
|  |            |             |                |    |                |           |           |           |         |    |             |        |        |
|  | E1         | Italien     | 1              |    |                |           |           |           |         |    |             |        |        |
|  | F1         | Niederlande | 5              |    |                |           |           |           |         | F1 | Niederlande | 10     |        |
|  | F1         | Niederlande | 5              | E1 | Italien        | 1         |           |           |         | F1 | Niederlande | 10     |        |
|  |            |             |                | E1 | Italien        | 1         |           | E1        | Italien | 2  |             |        |        |
|  |            | F2          | Großbritannien | 0  |                |           |           | E1        | Italien | 2  |             |        |        |
|  | F2/E3      | F2          | Großbritannien | 0  | Großbritannien | 2         |           |           |         |    |             |        |        |
|  | F2/E3      |             |                |    | Großbritannien | 2         |           |           |         |    |             |        |        |
|  | E2/F3      | Tschechien  | 0              |    |                |           |           |           |         |    |             |        |        |

## Endplatzierung
| Platzierung | Mannschaft     |
| ----------- | -------------- |
| Gold        | Niederlande    |
| Silber      | Italien        |
| Bronze      | Großbritannien |
| 4. Platz    | Tschechien     |
| 5. Platz    | Russland       |
| 6. Platz    | Spanien        |
| 7. Platz    | Frankreich     |
| 8. Platz    | Österreich     |
| 9. Platz    | Deutschland    |
| 10. Platz   | Belgien        |
| 11. Platz   | Schweden       |
| 12. Platz   | Slowakei       |
| 13. Platz   | Bulgarien      |
| 14. Platz   | Ungarn         |
| 15. Platz   | Ukraine        |
| 16. Platz   | Israel         |
| 17. Platz   | Polen          |
| 18. Platz   | Dänemark       |
| 19. Platz   | Kroatien       |
| 20. Platz   | Schweiz        |